# Ryck
Ryck je řeka v německé spolkové zemi Meklenbursko-Přední Pomořansko. Je dlouhá 30,7 km² a její povodí zaujímá plochu 234 km². Na horním toku nese název Ryckgraben.

## Průběh toku
Řeka pramení na území obce Süderholz v nadmořské výšce 20 m. Teče východním směrem a přijímá přítoky Rienegraben, Kohlgraben, Schwedengraben, Bachgraben, Brandteichgraben a Ketscherinbach. Na řece leží město Greifswald, na posledních pěti kilometrech je tok splavný. Ryck se vlévá do Greifswaldského zálivu Baltského moře. Do ústí řeky se často dostává slaná voda z moře, byly zde proto vybudovány saliny, které byly v provozu do roku 1872.

## Fauna
V řece žije úhoř říční, štika obecná, candát obecný, okoun říční, mník jednovousý a lín obecný, z moře sem pronikají i platýsi.

## Historie
Název pochází ze slovanského výrazu „rjeka“. Ryck tvořil jižní hranici Rujánského knížectví. Díky přístupu k moři byl Greifswald hanzovním městem.